# Béa Tristan
Pour les articles homonymes, voir Tristan.
Béa Tristan, de son vrai nom Beatrix Longa, est une auteur compositeur interprète francophone née à Pont-l'Évêque (Calvados) en décembre 1950. Après des débuts prometteurs, elle disparaît de la scène pendant une trentaine d'années, avant de revenir de manière plus discrète.

## Biographie
Elle passe une partie de son enfance à Madagascar, son père est ingénieur agronome en poste. En 1956, la famille s'installe en Lorraine. Elle va au lycée à Nancy. En 1966, ses parents divorcent et sa mère s'installe à Paris. En 1967, elle est auditionnée par Bruno Coquatrix. En 1968, elle fait la première partie de Charles Aznavour. 
La carrière de Béa Tristan démarre en février 1967 lors d'une audition à l'Olympia où la remarque Bruno Coquatrix qui lui ouvre les portes de son académie. Elle fera la première partie de Charles Aznavour, d'abord à L'Ancienne Belgique de Bruxelles, puis à l'Olympia durant un mois.
Elle signe ensuite chez Philips et sort d'abord un 17 cm (Béa Tristan), puis deux 30 centimètres : La vague qui divague en 1968 et Au prochain printemps en 1970.
Insatisfaite de sa collaboration avec Philips, elle claque la porte en 1971. Un bref retour en 1976 la verra se produire sur plusieurs scènes parisiennes ainsi que lors d'un Grand Échiquier de Jacques Chancel.
Elle s'éloigne alors pendant trente ans avant de revenir à la chanson sur scène et avec un CD (Les palissandres) en 2007.
Printemps 2011, sortie du CD "Mr Mecano"

## Discographie
- 1968 : La vague qui divague[2]
- 1970 : Au prochain printemps
- 2007 : Les palissandres
- 2011 : Mr Mecano

## Filmographie

### Actrice
- 1968 : Les Enquêtes du commissaire Maigret de Michel Drach, épisode : L'Inspecteur Cadavre : Geneviève Naud